# Parallelia joviana
Parallelia joviana là một loài bướm đêm trong họ Erebidae.